# Puntate di Destinazione paura
In Italia le puntate del programma non sono state sempre trasmesse seguendo l'ordine cronologico originale, inoltre gli speciali non sono mai stati trasmessi in Italia. La 4ª stagione è inedita.

## Panoramica della serie
| Stagione | Stagione | Episodi | Prima TV originale | Prima TV originale |
| Stagione | Stagione | Episodi | Inizio             | Fine               |
| -------- | -------- | ------- | ------------------ | ------------------ |
|          | 1        | 10      | 26 ottobre 2019    | 28 dicembre 2019   |
|          | 2        | 14      | 29 aprile 2020     | 15 dicembre 2020   |
|          | 3        | 16      | 24 luglio 2021     | 25 dicembre 2021   |
|          | 4        | 8       | 25 novembre 2022   | 13 gennaio 2023    |

## Elenco puntate

### Prima stagione (2019)
| N° | Titolo originale                   | Titolo italiano       | Location(s)                  | Prima TV USA     | Prima TV Italia  |
| -- | ---------------------------------- | --------------------- | ---------------------------- | ---------------- | ---------------- |
| 1  | Brushy Mountain State Penitentiary | Il penitenziario      | Petros, Tennessee            | 26 ottobre 2019  | 31 ottobre 2021  |
| 2  | Old South Pittsburg Hospital       | In Tennessee          | South Pittsburg, Tennessee   | 2 novembre 2019  | 6 novembre 2021  |
| 3  | Sweet Springs Sanatorium           | Virginia Occidentale  | Sweet Springs, West Virginia | 9 novembre 2019  | 21 novembre 2021 |
| 4  | St. Albans Sanatorium              | In Virginia           | Radford, Virginia            | 16 novembre 2019 | 14 novembre 2021 |
| 5  | Eloise Psychiatric Hospital        | Ospedale psichiatrico | Westland, Michigan           | 23 novembre 2019 | 12 dicembre 2021 |
| 6  | Madison Seminary                   | Il seminario          | Madison, Ohio                | 30 novembre 2019 | 19 dicembre 2021 |
| 7  | Statler Hotel                      | L'hotel Statler       | Buffalo, New York            | 7 dicembre 2019  | 26 dicembre 2021 |
| 8  | West Virginia State Penitentiary   | La prigione           | Moundsville, West Virginia   | 14 dicembre 2019 | 28 novembre 2021 |
| 9  | Fairfield County Infirmary         | Casa di cura          | Lancaster, Ohio              | 21 dicembre 2019 | 5 dicembre 2021  |
| 10 | Pennhurst State School             | Pennsylvania          | Spring City, Pennsylvania    | 28 dicembre 2019 | 2 gennaio 2022   |

### Seconda stagione (2020)
| N° | Titolo originale               | Titolo italiano        | Location(s)               | Prima TV USA     | Prima TV Italia |
| 1  | Nopeming Sanatorium            | Casa di cura           | Duluth, Minnesota         | 29 aprile 2020   | 11 giugno 2022  |
| 2  | Yorktown Memorial Hospital     | Ospedale in Texas      | Yorktown, Texas           | 6 maggio 2020    | 28 maggio 2022  |
| 3  | Montana State Prison           | Prigione in Montana    | Deer Lodge, Montana       | 13 maggio 2020   | 4 giugno 2022   |
| 4  | Hill View Manor                | La dimora di Hill View | New Castle, Pennsylvania  | 20 maggio 2020   | 28 maggio 2022  |
| 5  | Cambria County Jail            | Contea di Cambria      | Ebensburg, Pennsylvania   | 27 maggio 2020   | 25 giugno 2022  |
| 6  | Sheboygan County Asylum        | Il manicomio           | Sheboygan, Wisconsin      | 3 giugno 2020    | 18 giugno 2022  |
| –  | Behind the Screams             |                        | –                         | 18 giugno 2020   |                 |
| 7  | Saratoga County Homestead      | Saratoga               | Providence, New York      | 24 ottobre 2020  | 9 luglio 2022   |
| 8  | Old Bourbon Distillery         | La distilleria         | Frankfort, Kentucky       | 31 ottobre 2020  | 16 luglio 2022  |
| 9  | Randolph County Infirmary      | L'infermeria           | Winchester, Indiana       | 7 novembre 2020  | 23 luglio 2022  |
| 10 | Joliet Prison                  | Prigione a Chicago     | Joliet, Illinois          | 14 novembre 2020 | 30 luglio 2022  |
| 11 | Rolling Hills Asylum           | New York               | East Bethany, New York    | 21 novembre 2020 | 6 agosto 2022   |
| 12 | Trans-Allegheny Lunatic Asylum | Virginia Occidentale   | Weston, West Virginia     | 5 dicembre 2020  | 13 agosto 2022  |
| 13 | Old Idaho Prison               | Idaho                  | Boise, Idaho              | 12 dicembre 2020 | 20 agosto 2022  |
| 14 | Old Hospital On College Hill   | Ospedale deserto       | Williamson, West Virginia | 19 dicembre 2020 | 27 agosto 2022  |

### Terza stagione (2021)
| N° | Titolo originale            | Titolo italiano                 | Location(s)                 | Prima TV USA      | Prima TV Italia  |
| -- | --------------------------- | ------------------------------- | --------------------------- | ----------------- | ---------------- |
| 1  | Waverly Hills Sanatorium    | Waverly Hills                   | Louisville, Kentucky        | 24 luglio 2021    | 7 gennaio 2023   |
| 2  | Missouri State Penitentiary | Penitenziario in Missouri       | Jefferson City, Missouri    | 31 luglio 2021    | 8 gennaio 2023   |
| 3  | Fort Knox                   | Fort Knox                       | Prospect, Maine             | 7 agosto 2021     | 14 gennaio 2023  |
| 4  | Ohio State Reformatory      | Il riformatorio                 | Mansfield, Ohio             | 14 agosto 2021    | 21 gennaio 2023  |
| 5  | Greene County Almshouse     | L'ospizio                       | Greene County, Pennsylvania | 21 agosto 2021    | 28 gennaio 2023  |
| 6  | Odd Fellows Home            | Odd Fellows Home                | Liberty, Missouri           | 28 agosto 2021    | 4 febbraio 2023  |
| 7  | Edinburgh Manor             | Edinburgh Manor                 | Scotch Grove, Iowa          | 4 settembre 2021  | 18 febbraio 2023 |
| 8  | Villisca Axe Murder House   | Villisca e Malvern Manor        | Villisca, Iowa              | 11 settembre 2021 | 25 febbraio 2023 |
| 9  | Twin Bridges Orphanage      | Orfanotrofio di Twin Bridges    | Twin Bridges, Montana       | 6 novembre 2021   | 10 giugno 2023   |
| 10 | Old Nazareth Hospital       | Ospedale di Nazareth            | Mineral Wells, Texas        | 13 novembre 2021  | 10 giugno 2023   |
| 11 | Phelps Dodge Hospital       | Ospedale abbandonato in Arizona | Ajo, Arizona                | 20 novembre 2021  | 18 marzo 2023    |
| 12 | Nevada State Prison         | Prigione di Stato in Nevada     | Carson City, Nevada         | 27 novembre 2021  | 25 marzo 2023    |
| 13 | Old Adrian Hospital         | Ospedale di Adrian              | Punxsutawney, Pennsylvania  | 4 dicembre 2021   | 1º aprile 2023   |
| 14 | Indiana State Sanatorium    | Sanatorio dell'Indiana          | Parke County, Indiana       | 11 dicembre 2021  | 8 aprile 2023    |
| 15 | Loftus Hall                 | Loftus Hall                     | Hook Head, Irlanda          | 18 dicembre 2021  | 8 luglio 2023    |
| 16 | Spike Island                | Prigione irlandese              | Cork Harbour, Irlanda       | 25 dicembre 2021  | 9 luglio 2023    |

### Quarta stagione (2022-2023)
| N° | Titolo originale                        | Titolo italiano | Location(s)          | Prima TV USA     | Prima TV Italia |
| -- | --------------------------------------- | --------------- | -------------------- | ---------------- | --------------- |
| 1  | Cresson Sanatorium and Prison, Part One |                 | Lilly, Pennsylvania  | 25 novembre 2022 |                 |
| 2  | Cresson Sanatorium and Prison, Part Two |                 | Lilly, Pennsylvania  | 2 dicembre 2022  |                 |
| 3  | Defiance Jr. High School                |                 | Defiance, Ohio       | 9 dicembre 2022  |                 |
| 4  | Old Historic Harriman Hospital          |                 | Harriman, Tennessee  | 16 dicembre 2022 |                 |
| 5  | Winchester Mystery House                |                 | San Jose, California | 23 dicembre 2022 |                 |
| 6  | Ashmore Estates                         |                 | Ashmore, Illinois    | 30 dicembre 2022 |                 |
| 7  | Mid-Orange Correctional Facility        |                 | Warwick, New York    | 6 gennaio 2023   |                 |
| 8  | Norwich State Hospital                  |                 | Preston, Connecticut | 13 gennaio 2023  |                 |